# Amba Bongo
Amba Bongo née le 21 avril 1962 à Kinshasa, est une écrivaine congolaise, défenseur de réfugiés de Congo-Kinshasa.

## Biographie
Née à Kinshasa, elle obtient une licence en Anglais et Culture Africaine à l'Institut supérieur Pédagogique de la Gombe, ensuite elle étudie la psychologie à l'université Warocqué de Mons en Belgique.
Elle travaille comme directive de Active Women, une structure communautaire de réfugiés qui soutient les femmes africaines francophones dans les demandes d'asile,. Elle vit à Londres.

## Publications
- Une femme en exil, 2000
- Cécilia